# Copidita leveri
Copidita leveri es una especie de coleóptero de la familia Oedemeridae.

## Distribución geográfica
Habita en las Islas Salomón.